# Ripartites
Ripartites là một chi nấm thuộc họ Tricholomataceae. Chi này phân bố rộng khắp và có năm loài.